# Jean-Julien Savary
Jean-Julien Savary (francès: Jean Julien Michel Savary)  (Cholet, 18 de novembre de 1753 - París, 27 de desembre de 1839) va ser un polític i soldat francès.

## Biografia
Encara que va néixer a Vitré, es considera que Jean-Julien-Marie (1) Savary és un Choletais adoptat. Advocat el 1780, va adoptar els principis de la Revolució i va participar molt activament en les guerres de la Revolta de La Vendée. Va ser president de la cort de Cholet del 1790 al 1793.
Quan va esclatar la revolta de La Vendée, els insurgents van ser capturats per Savary. Dins març de 1793, durant la Primera Batalla de Cholet, amb prou feines va escapar de la mort gràcies a les oracions dels habitants de Cholet i després va aconseguir escapar. Després es va convertir en comissari civil de l'estat major de Canclaux i Kléber, llavors era ajudant general a l'exèrcit d'Occident i va participar en la batalla de Savenay. Després del Gir de galerna, fou comandant de la Place de Châteaubriant el 1794 i lluità contra els Chouans.
Va ser contrari davant les massacres de les columnes infernals previstes pel pla de Turreau. A Nantes, va intentar amb Carrier salvar els infants Vendéans presos en presó, en particular a la presó del magatzem de cafès.
Diversos historiadors diuen que la seva obra memorialista "es troba a la base del testimoni i l'anàlisi, aconseguint combinar la seva experiència amb el general Kléber amb cites arxivístiques".
Posteriorment, va iniciar una carrera política i va formar part del Consell dels Cinc Cent i després del Consell de la Gent Gran. Va ser subinspector de revistes durant el Consolat i l'Imperi. Hi mor 27 de desembre de 1839 a París.

## Publicacions
- Jean Julien Michel Savary, Guerres dels venedians i Chouans contra la República Francesa, Hachette Bnf, 1824-1827 (ISBN 9782012665361).[6]
- Jean Julien Michel Savary, My Examination of Conscience on the 18th Brumaire Year 8 (9 de novembre de 1799), Hachette Bnf,2016, 112 pàg. (ISBN 978-2011306487).[7]

## Premis
- Jean-Julien-Marie Savary el fan cavaller de l'orde reial de la Legió d'honor, el 17 de gener de 1805.[8]